# 杉基鮭魚子
杉基鮭魚子（Sugimoto Iqura，8月17日—），是日本北海道出身的女性漫畫家。現居住在關東。

## 人物
小學時代即對喜歡的機器人動畫描繪，高中開始畫同人誌和商業漫畫選集，就讀短期大學時出道。
已婚，家中育有一兒。早期以筆名「久遠摩緒」從事BL漫畫活動，同人誌則使用「久遠寺摩緒子」名義。之後改為現在的筆名，「杉基」取自本名漢字讀音「sugimoto」、「鮭魚子」是愛吃的東西，並走一般作品及插畫的風格。
曾於2006年第14屆台北國際書展來台舉行《寄生少女》的簽名會。

## 漫畫

### 久遠摩緒
- 柔情蜜意（たのしく なかよく やさしくね，1997年-1998年、半熟天使、光彩書房，典亞出版代理） - 單行本全1卷
- 朦朧的月光（Blurry Moon，1999年-2000年、MEN×Z maniax、光彩書房，尊龍出版社代理） - 單行本全1卷
- 命運傳奇（テイルズ オブ デスティニー，2000年-2003年、月刊Gファンタジー、スクウェア・エニックス）- 單行本全5巻
- 浪漫少年史（恋せよ*少年，2001年、光彩書房，龍成出版代理） - 短篇作品集、全1卷
- 不要讓我孤單（ひとりにしないでね，2004年、光彩書房，尚禾文化代理） - 全1卷

### 杉基鮭魚子
- Variante 寄生少女（日语：Variante -ヴァリアンテ-）、原名（2004年-2006年、富士見書房，台灣角川代理） - 單行本全4卷
- （2006年、月刊Dragon Age） - 8月号、短篇讀切
- Cradle（パチスロ7EX、辰巳出版（日语：辰巳出版）） - 短期3回連載
- 糖果子彈、原名（2007年-2008年、原作：櫻庭一樹、富士見書房，台灣角川代理） - 單行本全2卷
- 拳新出擊、原名（2008年、月刊Afternoon、講談社，東立出版社代理） - 7月号-9月号、短期連載。單行本全1卷
- （2008年、月刊Young Jump、集英社） - 11月号（前篇）、12月號（後篇）
- 夏日大作戰、原名（原作：細田守、人物原案：貞本義行、Young Ace、角川書店，台灣角川代理） - 單行本全3卷
- 拳新出擊 Burning GIRLS、原名（2010年、月刊Afternoon） - 2010年3月號揭載。『拳新出擊』番外篇的短篇讀切。
- （2010年、月刊Young Jump、作者：光永康則、作畫：杉基鮭魚子、集英社） - 8月号短編讀切
- 週刊新漫畫日本史 第43号『夏目漱石』（朝日新聞出版） - 2011年8月23日刊行
- 猜謎王、原名（2010年 - 2020年、Young Ace、角川書店，台灣角川代理） - 單行本全20卷

## 插畫
- -{テイルズ オブ デスティニー 4コママンガ劇場第1・2巻 - 表紙イラスト
- スーパーコミック劇場 Vol.30 スターオーシャン セカンドストーリー第5巻 - 表紙イラスト
- スーパーコミック劇場 Vol.35 テイルズ オブ デスティニー第2巻 - 表紙イラスト
- スーパーコミック劇場 Vol.59 テイルズ オブ デスティニー2第1巻 - 表紙イラスト
- 陰陽師の花嫁（2008年、あすか著、オークラ出版、プリズム文庫） - 挿絵、くおん摩緒}-名義
- 夏日大作戰（2009年、原作：細田守、著：蒔田陽平、角川書店、角川つばさ文庫） - 插圖、杉基鮭魚子名義
- 角川漫畫學習系列 日本的歷史 - 第11集：黒船與開國 - 封面插圖[7]

## 商業漫畫選集
- -{魅惑のマーボーカレー
- 愛されし英雄…?}-

## 外部連結
- （日語）いくら亭 （页面存档备份，存于） - 作者官方部落格
- （日語）月光浴（場）
- （日語）†MAO KUON†official site†（原是作者官網，現改成作品促銷特設網站）
- （日語）杉基鮭魚子的X（前Twitter）